# Policejní akademie (film)
Policejní akademie (v originále Police Academy) je americká filmová komedie natočená v roce 1984, kterou režíroval Hugh Wilson.
Film produkovala společnost The Ladd Company. Premiéru měl 23. března 1984. O premiérovém víkendu vydělal 8,5 milionu dolarů a celosvětově přes 149 milionů dolarů při rozpočtu pouhých 4,5 milionu dolarů. Do roku 2021 zůstává nejúspěšnějším filmem série, kterou dále tvoří šest pokračování (poslední z roku 1994). Na serveru Rotten Tomatoes má na základě 29 recenzí hodnocení 55 %. Série, ačkoliv kritikou hodnocená rozpačitě až záporně, od té doby získala status kultovní klasiky a některé její postavy vešly do obecného povědomí.

## Děj
Kvůli nedostatku policistů v nejmenovaném velkoměstě jeho starostka vydá nařízení, aby policejní akademie přijímala do výcviku všechny uchazeče bez ohledu na jejich předpoklady. Lehkovážný rebel Carey Mahoney, který se opakovaně dostává do problémů se zákonem pro různé přestupky, dostane od policejního kapitána Reeda (což je přítel jeho otce) na výběr: buď se přihlásí na policejní akademii, nebo půjde do vězení. Mahoney souhlasí s první možností, ale plánuje dělat od první chvíle takové nepřístojnosti, aby byl co nejdříve vyloučen. Policejní šéf Henry Hurst, který považuje starostčin nápad za nesmysl, se mezitím rozhodne, že nováčkům se ztrpčí život natolik, že to sami vzdají – to ale Mahoney udělat nesmí.
Praktickým vykonavatelem tohoto plánu se stane záludný poručík Thaddeus Harris, zatímco dobromyslný a lehce senilní velitel Eric Lassard chce dát novým kadetům šanci. Harris si vezme k ruce kadety Copelanda a Blankese, což jsou podobně neschopní křiváci jako on sám, a jmenuje je veliteli družstev.
Mahoneymu se přes veškerou snahu nedaří být vyhozen a Lassard mu nakonec prozradí svou dohodu s kapitánem Reedem, že ho udrží na akademii celých povinných 14 týdnů. Mahoneyho to ale brzy přestane mrzet, protože se zamiluje do půvabné kadetky Karen Thompsonové a spřátelí se s dalšími kadety – dokonalým beatboxerem Larvellem Jonesem, sukničkářem Georgem Martinem, zbraněmi posedlým Eugenem Tackleberrym, submisivním tlouštíkem Lesliem Barbarou, nesmělou Laverne Hooksovou, katastrofickým nešikou Douglasem Facklerem nebo dvoumetrovým květinářem Mosesem Hightowerem.
Blankes a Copeland, po zásluze vyobcovaní z kolektivu, se snaží dopátrat informací o chystaném večírku kadetů, aby mohli donášet Harrisovi. Pošlou to zjistit Barbaru, Mahoney ale tento úskok prokoukne a předá jim informaci, že se akce koná v podniku Modrá ústřice (Blue Oyster). Když tam dvojice dorazí, zjistí, že se jedná o motorkářský gay klub, zatímco kadeti si užívají nerušenou zábavu zcela jinde. Blankes a Copeland se pak pokusí Mahoneymu pomstít tím, že do jeho pokoje nastrčí prostitutku, aby za to byl vyloučen. Mahoney to zjistí včas, ale právě když se ji snaží dostat z kampusu, jsou zachyceni v zasedací místnosti a musí se ukrýt pod řečnickým pultem, kam přichází Lassard vést přednášku pro kolegy důstojníky. Prostitutka, mající své instrukce, nepozorovaně provede Lassardovi felaci, což jeho výstup drobně poznamená. Když se Lassard v již vyprázdněné místnosti ještě vzpamatovává, vyhlédne Mahoney ven, jestli je vzduch čistý – což vzbudí dojem, že byl pod pultem jen on sám.
Dobrácký obr Hightower má obavy z řidičských zkoušek, protože od dětství auto neřídil. Mahoney, sám famózní řidič, mu pomůže a „vypůjčí“ si na to Copelandovo malinké auto. Hightower z něj musí vyhodit sedadlo a posadit se na podlahu, aby se do něj vešel. Během noci Mahoney Hightowera všechno naučí, z auta ale zbude jen omlácený vrak. Hightower pak na zkoušce exceluje, avšak když pak jede Hooksová a nechtěně přejede Copelandovi špičky bot, ten se neudrží a rasisticky jí vynadá. Hightower (on i Hooksová jsou Afroameričané) se neovládne a v odvetě za urážku převrátí policejní vůz, do kterého se Copeland mezitím ve strachu schoval. Za tento skutek je Hightower vyloučen z akademie, ačkoliv se ho ostatní kadeti mocně zastávají.
Blankes a Copeland se pak snaží vyprovokovat Mahoneyho ke rvačce, aby se mu pomstili za zničené auto. Barbara, do té doby zbabělý a ušlápnutý, se Mahoneyho srdnatě zastane a omráčí Copelanda tácem od oběda. Mahoneymu pak nezbude než se prát také, aby Barbaru bránil před rozzuřeným Blankesem. Když Harris zjišťuje, kdo bitku začal, Mahoney vezme vinu na sebe, aby nebyl vyhozen Barbara – Harris pak Mahoneyho s neskrývaným potěšením nechá vyloučit.
Krátce na to kadet Fackler při projíždění problémovou čtvrtí města vyhodí z auta jablko, přičemž nevědomky trefí do hlavy muže na chodníku. Ten z toho obviní jiného kolemjdoucího a začne se s ním prát, z čehož se dominovým efektem dalších násilností stane pouliční bouře. Mahoney se, ačkoliv už mimo službu, přidá na pomoc ostatním kadetům s uklidňováním rozvášněného a rabujícího davu. Blankes a Copeland se na jiném místě nechají bezmocně odzbrojit jedním zadrženým zločincem, který se pak vybaven jejich pistolemi postaví do čela povstání. Dvojici nezbývá než se spasit úkrytem v Modré ústřici. Ozbrojenému vůdci gangu se podaří zmocnit se Harrise a vzít ho jako rukojmí. Mahoney se pokusí Harrise zachránit, je ale zajat také a zločinec se s nimi přesune na střechu blízkého domu. Do věci se nakonec vloží Hightower, který vše sleduje ze svého květinářství. Přesvědčí gangstera, že je na jeho straně, načež ho srazí ze schodů, kde mu Hooksová nasadí želízka.
Mahoney i Hightower jsou za své hrdinství přijati zpátky a obdrží od akademie nejvyšší ocenění. Když Mahoney pronáší u pultíku děkovnou promoční řeč, zjistí, že mu potměšilý Lassard přichystal překvapení – na svém místě je připravena jeho známá prostitutka.

## Výroba

### Příprava scénáře
Producent Paul Maslansky dostal nápad na tento film, když v San Franciscu pracoval na filmu Správná posádka: „Všiml jsem si skupiny směšně vypadajících policejních kadetů, které frustrovaný seržant oblékal do uniforem. Byla to neuvěřitelná banda – včetně dámy, která musela vážit přes sto kilo, a povadlého muže, kterému bylo hodně přes padesát. Zeptal jsem se na ně seržanta a ten mi vysvětlil, že starosta nařídil, aby oddělení přijalo na akademii nejširší spektrum uchazečů. 'Musíme je přijmout,' (řekl) 'A jediné, co nám zbývá, je zase je vyházet.'"
Maslansky si řekl: „Ale co kdyby to nakonec zvládli?“ Se svým námětem se obrátil na Alana Ladda Jr., který souhlasil s financováním výroby. Na napsání scénáře byli najati Neal Israel a Pat Proft. Israel o tom řekl: „Je to záležitost silných komických scén. Asi nejznámější taková je scéna toho, co následovalo, když se chlapi nacpali fazolemi v Ohnivých sedlech. Když máte v teenagerovské komedii čtyři nebo pět takových míst, máte hit. Když jsou tyto scény velmi, velmi silné, máte trhák.“
Režie byla svěřena Hughu Wilsonovi na základě jeho úspěchu se sitcomem WKRP v Cincinnati, přestože neměl mnoho zkušeností s filmy tohoto žánru. V rámci přípravy zhlédl spoustu takových filmů a nechal se slyšet, že to byl odstrašující zážitek. Provedl pak ve scénáři řadu škrtů, aby snížil míru vulgarity a samoúčelných nechutností. Maslansky vzpomínal, že škrtání považoval za přehnané a obával se, že film tak ztratí kouzlo a upadne do fádnosti. Výsledkem byl kompromis, kdy Wilson ponechal vulgární prvky, na nichž producent trval, ale aspoň se je pokusil zpracovat co nejvíc umělecky.
Podle Los Angeles Times v této verzi zůstalo „asi 20 hlavních motivů“ z původního Israelova a Proftova scénáře. Israel poznamenal, že když Wilson a Maslansky předložili přepracovaný scénář Laddově produkční společnosti, byli odmítnuti a nechybělo mnoho, aby byl projekt uložen k ledu. „Teprve až tam vrátili tucty našich gagů, přikročilo se k výrobě.“
Mezi pasáže, které chtěl režisér vypustit, patřila scéna felace a scéna, kdy policejní důstojník vletí do koňského zadku. Nakonec byly tyto gagy ponechány, ale natočené způsobem, že dotyčné akty nebyly explicitně ukázány, pouze je evidentní, že k nim došlo.
„Jsem si vědom, že s nechutnostmi, hrubostmi a vulgaritami můžete zajít jen tak daleko, než se to pro diváky začne příliš opakovat a přestane to být vtipné,“ řekl Wilson. „Po ohromném úspěchu Policejní akademie si vážně nemyslím, že je nutné ukazovat ženská prsa nebo krutě rasisticky vtipkovat, nemluvě o přebujelém sexismu. A nemusíte ani reprodukovat zvuky přecpaného lidského těla.“

### Natáčení
Film se natáčel v kanadském Torontu. Úvodní scéna s Barbarovou fotografickou budkou se natáčela na mostě Cherry Street Bridge. Samotná akademie se nacházela v někdejším areálu psychiatrické léčebny Lakeshore-Etobicoke, nyní kampus Humber College v Lakeshore. Studiové scény se natáčely v Lakeshore Film Studios, městské scény pak v různých částech Toronta.
Pro hlavní roli Mahoneyho byli zvažováni Tom Hanks, Michael Keaton nebo Judge Reinhold. Konkurzu se zúčastnil i Bruce Willis. Stevu Guttenbergovi údajně k zisku role pomohlo, že se dostavil v pravé policejní košili, neboť jeho otec byl skutečný newyorský policista. Mahoney pro něj znamenal kariérní průlom a Guttenberg se stal jednou z nejzářivějších hvězd 80. let (vedle dalších dílů Policejní akademie např. divácké hity Číslo 5 žije nebo Tři muži a nemluvně).  
Prostitutku ztvárnila bývalá pornoherečka Georgina Spelvin, tehdy jí bylo 48 let. Roli si zopakovala ještě ve třetím díle.  
Hugh Wilson se ve filmu objevil v epizodní roli rozzlobeného řidiče, kterého nabourá Hightower při svém nočním řidičském kurzu. Tuto postavu měl původně hrát vybraný herec, který se ovšem opil a ve chvíli natáčení byl nepoužitelný, tak se role zhostil režisér sám.

## Obsazení
| George Gaynes       | velitel Eric Lassard         |
| G. W. Bailey        | poručík Thaddeus Harris      |
| Steve Guttenberg    | kadet Carey Mahoney          |
| Michael Winslow     | kadet Larvell Jones          |
| Bubba Smith         | kadet Moses Hightower        |
| David Graf          | kadet Eugene Tackleberry     |
| Marion Ramsey       | kadet Laverne Hooksová       |
| Andrew Rubin        | kadet George Martin          |
| Kim Cattrall        | kadet Karen Thompsonová      |
| Donovan Scott       | kadet Leslie Barbara         |
| Bruce Mahler        | kadet Douglas Fackler        |
| Debralee Scott      | paní Facklerová              |
| Scott Thomson       | kadet Chad Copeland          |
| Brant von Hoffman   | kadet Kyle Blankes           |
| Leslie Easterbrook  | seržant Debbie Callahanová   |
| George R. Robertson | policejní šéf Henry J. Hurst |
| Ted Ross            | kapitán Reed                 |
| Georgina Spelvin    | prostitutka                  |
| Doug Lennox         | hlavní gangster              |

## Pokračování
Masivní komerční úspěch Policejní akademie vedl k neprodlené práci na pokračováních. Pět dalších dílů vzniklo v odstupech jediného roku, poslední sedmý díl byl uveden až pět let po šestém. Všechny produkoval Paul Maslansky, zatímco režisérů se vystřídalo pět (druhý a třetí díl natočil Jerry Paris). Podle hodnocení uživatelů na serveru IMDb (a stejně tak na ČSFD) měla nicméně kvalita filmů setrvale sestupnou tendenci a Policejní akademie 7: Moskevská mise, ačkoli vyráběná nejdelší dobu, byla už naprostým propadákem. 
Steve Guttenberg a jeho Mahoney sérii opustili po čtvrtém díle. G. W. Bailey jako Harris hrál ve všech dílech kromě druhého a třetího, Leslie Easterbrook (Callahanová) chyběla pouze ve druhém. Mezi výrazné postavy dalších epizod se zařadil katastrofický pobočník Proctor (účinkoval v pěti dílech) a bizarní dvojice kadetů Sweetchuck a Zed. Ve všech sedmi filmech vystupovali pouze Jones, Tackleberry a Lassard.
I přes evidentní neúspěch posledního filmu bylo téma poté vytěženo ještě 26dílným seriálem Policejní akademie, uváděným v letech 1997–98. Hlavní postavy byly jiné než ve filmech, někteří herci z filmů se zde objevili jen jako hosté (nejčastěji Michael Winslow jako Jones). Ani tento počin se nesetkal s příliš dobrým ohlasem.
Už v 80. letech vznikl na motivy filmů ještě animovaný seriál, odvysílaný roku 1988 (do české distribuce se nedostal). Objevily se v něm populární postavy z filmů, dabovali je ale jiní herci.
V 90. letech vzniklo několik inspirovaných počinů i v českém prostředí, v prvé řadě cyklus audionahrávek Policejní akademie 93 v podání Zdeňka Izera, Marka Dobrodinského a dalších, roku 1993 zpracovaný i jako film. Nepokrytě a přiznaně se Policejní akademií inspirovala také komediální série Byl jednou jeden polda.